# Reginella (brano musicale)
Reginella è una delle canzoni napoletane più famose di tutti i tempi.
Pubblicata dalla Casa editrice musicale La Canzonetta, è stata scritta nel 1917 da Libero Bovio (tra l'altro autore di moltissime altre canzoni napoletane di successo come Lacreme napulitane, Silenzio cantatore, Tu ca nun chiagne, 'O paese d' 'o sole, Zappatore, Chiove, Signorinella, Guapparia) e musicata da Gaetano Lama a tempo di valzer.

## Descrizione del testo
Lui ha rivisto il suo vecchio amore due giorni prima in via Toledo: lei era vestita con abiti scollati, portava un cappello con nastri e rose, era in compagnia di alcune sciantose e parlava francese.
Ricorda di quando stavano insieme, di quando non mangiavano che pane e ciliegie e vivevano di baci, di quando lei cantava e piangeva per lui, di quando il cardellino cantava insieme a lei: “Reginella vuole bene al suo re”.
Ma ora lui invita il cardellino a scappare dalla gabbia che ha volutamente aperto, a volare via come se n'è volata la sua Reginella, a non continuare a piangere la sua padrona che non c'è più ma a cercarsene un'altra più sincera.
Il ritornello evoca la flebile traccia che rimane dell'antica passione: «ora non ci amiamo più, ma tu a volte distrattamente pensi a me».

## Altre versioni
Moltissimi artisti si sono cimentati nell'esecuzione Reginella.
Una delle prime incisioni è stata ad opera di Gilda Mignonette nel 1927, che la esportò all'estero, facendone uno dei suoi cavalli di battaglia. Notevoli le interpretazioni che ne diedero in seguito Sergio Bruni e Roberto Murolo, rendendola un classico dei loro repertori. Negli anni 70 sarà riproposta anche da Massimo Ranieri e da Mirna Doris, nel 1992 dall'Orchestra Italiana e negli anni 90 da Mia Martini.
Nel 1981 Franco Califano la incide in un singolo nell'album dal cd la mia liberta
Nel 1995 il cantautore romano Claudio Baglioni scrive una canzone dallo stesso titolo ispirata al brano del 1917, con una citazione del testo di Libero Bovio nella prima strofa, e la incide nell'album Io sono qui.
Nel 2003 Mina la incide in un singolo inserito nel triplo cd dal titolo "Napoli primo, secondo e terzo estratto".